# Операция «Аляска»
Операция «Аляска» (англ. Operation Alaska), также известная как Финаляска (англ. Finalaska) или Новая Финляндия (англ. New Finland) — предложенный Министерством внутренних дел США план по приёму финских беженцев на Аляску в случае захвата Финляндии Советским Союзом. Идея переселения финнов на Аляску возникала как во время Зимней войны (1939-1940) так и в годы Войны-продолжения (1941-1944).
Согласно плану, на территории Центральной Аляски, в районе реки Танана, предполагалось создание финского поселения под названием «Новая Финляндия».
Однако данная инициатива встретила недовольство со стороны представителей Аляски в Конгрессе США, главным образом из-за опасений, связанных с возможным появлением крупного сообщества людей, говорящих на непонятном для местных жителей языке.

## Предыстория
Во время Зимней войны в Соединённых Штатах высказывались опасения относительно возможного геноцида финского народа, поэтому поступило предложение от Роберта Блэко и Леонарда Саттона спасти финнов путём их эвакуации на Аляску. Аляска была выбрана в качестве направления переселения, поскольку считалась пригодной для проживания финнов и имела крайне малочисленное население — всего около 72 000 человек. Население самой Финляндии в тот период составляло примерно 3,7 миллиона человек.
Во время Войны-продолжения также обсуждались планы приёма финских беженцев, причём в ещё более широких масштабах. США были готовы эвакуировать всё население Финляндии, что, как предполагалось, способствовало бы более надёжной заселённости Аляски и повышению её стратегической устойчивости в случае советской агрессии в условиях надвигающейся холодной войны.

## Культуре

### Кинематограф
- Операция «Аляска» / Operaatio Alaska — Финский псевдодокументальный фильм 2017 года от телерадиокомпании Yle , основанный на планах CША эвакуировать финнов на Аляску в период с 1940 по 1944 годы.

## См.также
- Доклад Слэттери — аналогичный план по переселению евреев, спасающихся от нацистской оккупации Европы, на Аляску.